# Diffusivité magnétique
La diffusivité magnétique ne concerne que le champ magnétique. Il s'agit d'un paramètre caractérisant le « temps de diffusion » du champ magnétique dans un conducteur. Elle se définit comme suit :
{\displaystyle \eta ={\frac {1}{\mu _{0}\sigma _{0}}}}.
- {\displaystyle \mu _{0}=4\pi 10^{-7}Hm^{-1}} ...désigne la perméabilité magnétique du vide

et
- {\displaystyle \sigma _{0}=nq^{2}{\frac {\tau }{m}}} ...désigne la conductivité électrique du plasma ou du métal (en Siemens/m).

Comme toute diffusivité, elle s'exprime en m²/s en S.I. (rappel  un Henry.Siemens = 1 seconde) 
Rappel : en Magnétohydrodynamique, si le milieu est résistif (c'est-à-dire suit la loi d'Ohm),on montre que le champ magnétique suit la loi suivante : 
- {\displaystyle {\frac {\partial \mathbf {B} }{\partial t}}=\eta \Delta \mathbf {B} +\mathbf {rot} (\mathbf {u} \wedge \mathbf {B} )}

voir Scholarpedia, Magnetohydrodynamics, eq(4). Pour une taille caractéristique L, le champ magnétique diffuse en un temps L²/D ; le Nombre de Reynolds magnétique est donc {\displaystyle {uL} \over \eta }.